# 新感覚派
新感覚派（しんかんかくは）は、大正後期から昭和初期にかけての日本文学の一つの流派。1924年（大正13年）10月に創刊された同人誌『文藝時代』を母胎として登場した新進作家のグループ、文学思潮、文学形式を指し、おもに当時の横光利一、川端康成、中河与一、片岡鉄兵、今東光、岸田國士、佐佐木茂索、十一谷義三郎、池谷信三郎、稲垣足穂、藤沢桓夫、吉行エイスケ、久野豊彦らを指すことが多い。
『文藝時代』創刊時、評論家・ジャーナリストの千葉亀雄が同人の言語感覚の新しさにいち早く注目し、『文藝時代』創刊号の印象を『世紀』誌上で評論した上で、彼らを「新感覚派の誕生」と命名して以来、文学史用語として広く定着した。モダニズム文学として注目された新感覚派は、同年6月に創刊されたプロレタリア文学派の『文芸戦線』とともに、大正後期から昭和初期にかけての大きな文学の二大潮流となった。

## 特徴・傾向
第一次世界大戦後のヨーロッパに興ったダダイスム、芸術の革命が目指されたアバンギャルド運動、ドイツ表現主義を意識した新感覚派の表現や手法の特徴としては、美術や音楽の感覚の働き方に近く、作風に新しい「ポエム――詩美」が漂う。それは、伝統的な私小説リアリズムを超える言語表現の独立性を強調し、近代という状況・感覚・意識を基調として主観的に把握、知的に再構成した新現実を感覚的に置換・創造する作風、などを傾向としている。
『文藝時代』創刊号に掲載された横光利一の『頭ならびに腹』の冒頭文、「真昼である。特別急行列車は満員のまま全速力で馳けてゐた。沿線の小駅は石のやうに黙殺された。」の描写に見られるように、20世紀西欧文学の影響による擬人法と比喩の手法を導入し、従来の日本語の文体に大きな影響を与えた。
川端康成は、新感覚的表現について以下のように説明している。

## 活動概略
小説の他、1926年（大正15年）には、企画に横光利一が参加し、川端康成がシナリオを担当することで、映画監督衣笠貞之助が協力し、日本で最初のアヴァンギャルド映画『狂った一頁』を制作した。説明的映像に阿らない純粋映画を狙った画期的な無字幕の無声映画として話題を集めた。
また、1927年（昭和2年）から1929年（昭和4年）初期にかけて、プロレタリア文学派と新感覚派との間に「形式主義論争」が生じるなど、活発な思潮の舞台ともなった。理論的には、横光利一の「新感覚派とコンミニズム文学」（昭和3年）や、同時期の彼の評論、随筆に体系化の跡がみられる。
1925年（大正14年）に離脱した今東光はその後、旧労農党に入党、片岡鉄兵が前衛芸術家同盟に参加し左傾化、主要同人の横光利一らが時代の寵児となり、1927年（昭和2年）5月号をもって『文藝時代』は終刊した。その後1929年（昭和4年）に左翼に対抗する芸術派として中村武羅夫、尾崎士郎、川端康成らで結成した「十三人倶楽部」が母体となって、翌1930年（昭和5年）には井伏鱒二や吉行エイスケらも所属した「新興芸術派倶楽部」が設立され、「新感覚派」の黄金時代は終焉を迎える。
「新感覚派の天才」、「新感覚派の雄将」と呼ばれ、派の中心的存在であった横光利一だったが、横光本来の美質（告白小説的な作品で見られる素直な描写）と、人工的文体の技巧性が最もうまく融合した新感覚派的作品として高評価されたものには、1926年（大正15年）8月に雑誌『女性』に発表された『春は馬車に乗つて』や、1927年（昭和2年）2月に『改造』に発表された『花園の思想』がある。
その後の横光は1930年（昭和5年）に『機械』を発表。文学史的には「意識の流れ」を取り入れた新心理主義に移行するが、1931年（昭和6年）、新感覚派の集大成であり、新感覚派的手法への弔鐘とも言われる長編『上海』を完結し、1932年（昭和7年）には特に文体の技巧性は見えない『寝園』を発表し、1934年（昭和9年）には知人の実体験に基づいた『紋章』を発表する。一方、1931年（昭和6年）には満州事変が起き、文学の流れも国策の時代へ転換。のちに横光も文芸銃後運動（1940年）に加わり、時代思潮としての新感覚派も完全に終焉した。